# M型小惑星
M型小惑星（ - がたしょうわくせい）は、適度に明るい（アルベド0.10から0.18）ニッケルや鉄等の金属だけで構成される、又は少量の岩石分を含む小惑星である。これらは太陽系が出来て間もない頃に衝突等によって引き剥がされた、原始小惑星の金属核であると考えられている。
M型小惑星は小惑星の中で三番目に多く、隕鉄や石鉄隕石の起源と考えられている。

## 代表的なM型小惑星
- プシケ - 最も大きいM型小惑星。NASAのPsycheミッションの目標天体。
- ルテティア - 初めて探査機（ロゼッタ）による探査が行われたM型小惑星。
- クレオパトラ - 地上からのレーダー観測で形状が特定された小惑星帯で初の小惑星。